# Casey Stoner
Casey Stoner (Southport, 16 ottobre 1985) è un pilota motociclistico australiano ritiratosi dall'attività agonistica.
Vincitore del campionato del mondo in MotoGP nel 2007 (con Ducati) e nel 2011 (con Honda).

## Carriera

### Gli inizi
Ha cominciato la sua carriera da bambino nei Dirt e Short Track in Australia, vincendo 41 titoli con moto da 2 e 4 tempi, nelle cilindrate 50 e 125. Nel 2000 sbarca in Europa gareggiando nel challenge Aprilia 125 spagnolo. L'anno dopo partecipa al campionato inglese, con un 2º posto finale e 7 vittorie, e a quello spagnolo, dove raccoglie 3 vittorie e il 2º posto nella classifica finale. Sempre nel 2001 esordisce nel Motomondiale, disputando due corse nella classe 125, essendosi guadagnato le wild card, piazzandosi rispettivamente 17º in Inghilterra, e 12º in Australia, con un 29º posto finale con 4 punti. Tali piazzamenti gli valgono il primo contratto stipulato con Lucio Cecchinello.
Nel 2002 partecipa al suo primo vero mondiale con l'Aprilia nella classe 250, con compagno di squadra David Checa, raggiungendo un 12º posto finale con 68 punti, ottenendo come miglior risultato un 5º posto in Repubblica Ceca. È costretto anche a saltare il Gran Premio d'Italia in seguito a una lesione rimediata nella caduta del Gran Premio di Francia.

### Classe 125
Nel 2003 scende di categoria, rimanendo nello stesso team, in squadra con Cecchinello. Termina il campionato in 8ª posizione con 125 punti, con una vittoria sul Circuito di Valencia, e tre secondi posti (Germania, Brasile e Pacifico); ottiene anche la sua prima pole position in Italia. In questa stagione è stato costretto a saltare il Gran Premio della Repubblica Ceca e quello del Portogallo a causa di una frattura a una clavicola rimediata nelle qualifiche del Gran Premio della Repubblica Ceca.
Il risultato è migliorato nel 2004 dove, abbracciando il progetto KTM conclude col 5º posto finale con 145 punti e una vittoria in Malesia, la prima della casa austriaca nel Motomondiale; ottiene anche due secondi posti (Italia e Brasile), tre terzi posti (Sudafrica, Olanda e Australia) e una pole position in Olanda. In questa stagione ha corso in squadra con Mika Kallio. È stato poi costretto a saltare il Gran Premio di Germania e di Gran Bretagna a causa di una frattura a una clavicola rimediata nelle prove libere del Gran Premio motociclistico di Germania 2004.

### Classe 250
L'anno seguente ritorna in Aprilia, ancora una volta con il team di Lucio Cecchinello, ma con un'Aprilia RSA 250 ufficiale, in squadra con Roberto Locatelli. Conclude la stagione 2005 al secondo posto in classifica mondiale nella classe 250 con 254 punti, dietro a Dani Pedrosa, grazie a 5 vittorie (Portogallo, Cina, Malesia, Qatar e Turchia), un secondo posto in Catalogna e quattro terzi posti (Gran Bretagna, Repubblica Ceca, Giappone e Comunità Valenciana). Ottiene anche due pole position (Cina e Australia).

### MotoGP
Nel 2006 esordisce in MotoGP su una Honda RC211V del Team LCR di Lucio Cecchinello, con la quale ottiene una pole position in Qatar sul Circuito di Losail. Stoner in questa stagione cade molto, sia in prova sia in gara, ma chiude l'annata piazzandosi all'8º posto nella sua stagione d'esordio nella classe regina con 119 punti. Ottiene un secondo posto in Turchia. In questa stagione è stato costretto a saltare il Gran Premio di Germania a causa di una commozione cerebrale a seguito di una caduta nel warmup.

#### Ducati (2007-2010)

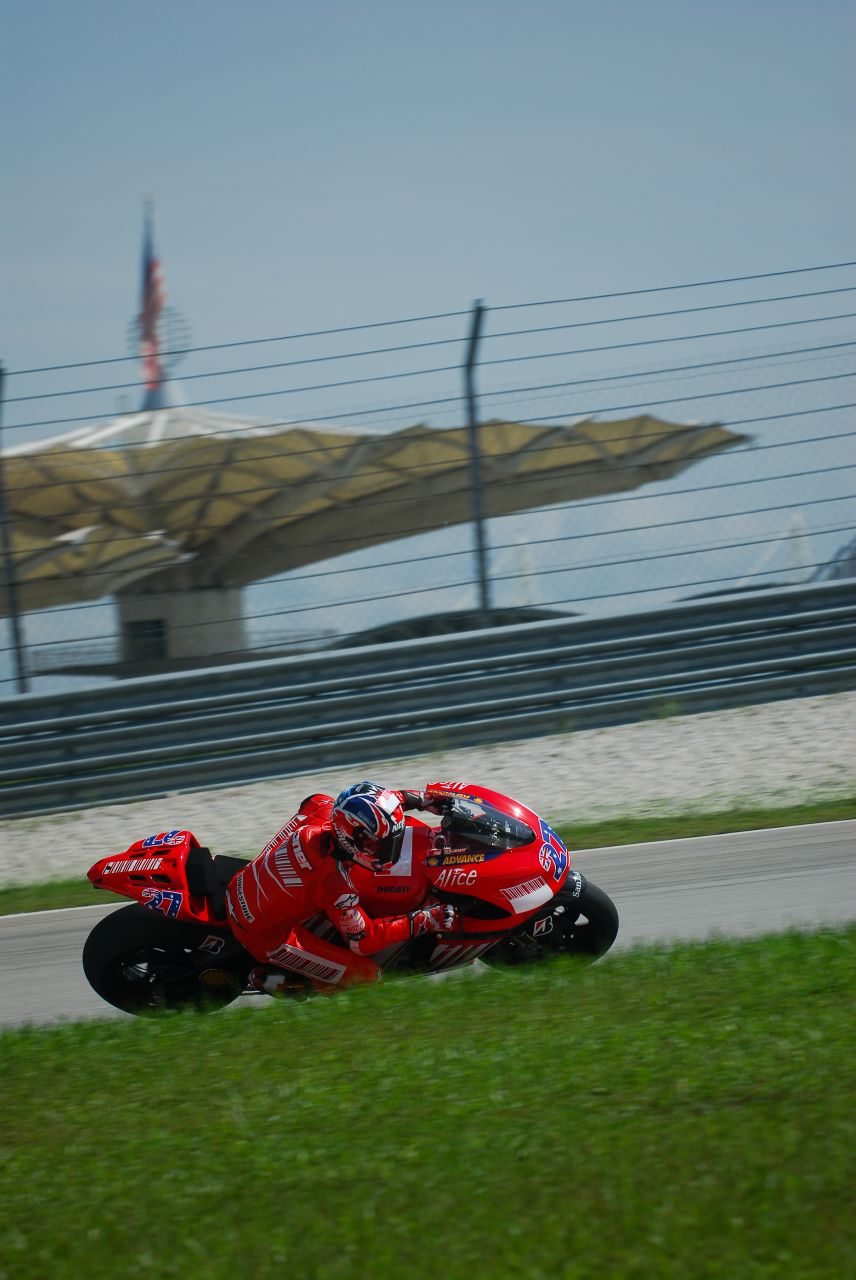
Stoner in azione a Sepang nel 2007.

Nel 2007 la squadra ufficiale Ducati Marlboro gli dà fiducia e lo ingaggia come compagno di Loris Capirossi.
Sarà questa, oltre alla potenza sprigionata dal motore progettato dall'ingegnere Filippo Preziosi, la mossa giusta per il ritorno alla vittoria di una casa italiana nella classe regina del motomondiale dopo più di 30 anni.
Nel primo gran premio della stagione, sempre a Circuito di Losail in Qatar, Stoner vince la sua prima gara nella MotoGP strappando il successo a Valentino Rossi. È il primo vincitore della nuova MotoGP con motori di cilindrata 800 cm³. Si ripete in Turchia, Cina, Catalogna e Inghilterra. Il 22 luglio vince il Gran Premio degli USA. Il 19 agosto trionfa sul circuito di Brno, nel Gran Premio della Repubblica Ceca, dopo aver ottenuto la pole position in qualifica. Agli inizi di settembre, porta la Ducati Desmosedici a trionfare sul circuito di Misano Adriatico dove si corre il Gran Premio di San Marino. È campione del mondo con 3 gare di anticipo a Motegi in Giappone il 23 settembre 2007 e questo lo rende il terzo campione mondiale per precocità, essendosi laureato campione della classe regina a 21 anni e 342 giorni: a riuscirci oltre a lui sono stati Marc Marquez nel 2013, quando aveva 20 anni e 266 giorni e Freddie Spencer nel 1983, quando aveva 21 anni e 258 giorni. Vince quindi davanti al suo pubblico nel circuito di Phillip Island in Australia, e si ripete in Malesia. Conclude la stagione con il secondo posto a Valencia, dietro a Daniel Pedrosa. Ottiene anche un secondo posto in Olanda, due terzi posti (Francia e Portogallo) e cinque pole position (Italia, Germania, Stati Uniti, Repubblica Ceca e San Marino). Nel corso della stagione ha totalizzato 367 punti.
Si è sposato nel gennaio del 2007 con Adriana Tuchyna, e inizialmente si sono trasferiti nel principato di Monaco. In seguito si sono trasferiti in Svizzera, nel Canton Ticino, nei pressi di Lugano.
Nel 2008 partecipa alla MotoGP ancora in sella alla Ducati Desmosedici, questa volta con compagno di squadra Marco Melandri. In Qatar vince la prima gara in assoluto corsa in notturna precedendo Jorge Lorenzo, Dani Pedrosa, Andrea Dovizioso e Valentino Rossi. Dopo il vittorioso esordio, Stoner non vince per le 5 gare successive, riprendendosi in occasione dei gran premi disputati e vinti a Donington, Assen e Sachsenring. Nella gara tedesca, disputata sotto un vero e proprio diluvio, lo spagnolo Dani Pedrosa, che si trovava in testa alla classifica generale e alla gara stessa, cade rovinosamente sul rettilineo, venendo così di colpo estromesso dalla lotta per il titolo per i susseguenti malanni fisici.

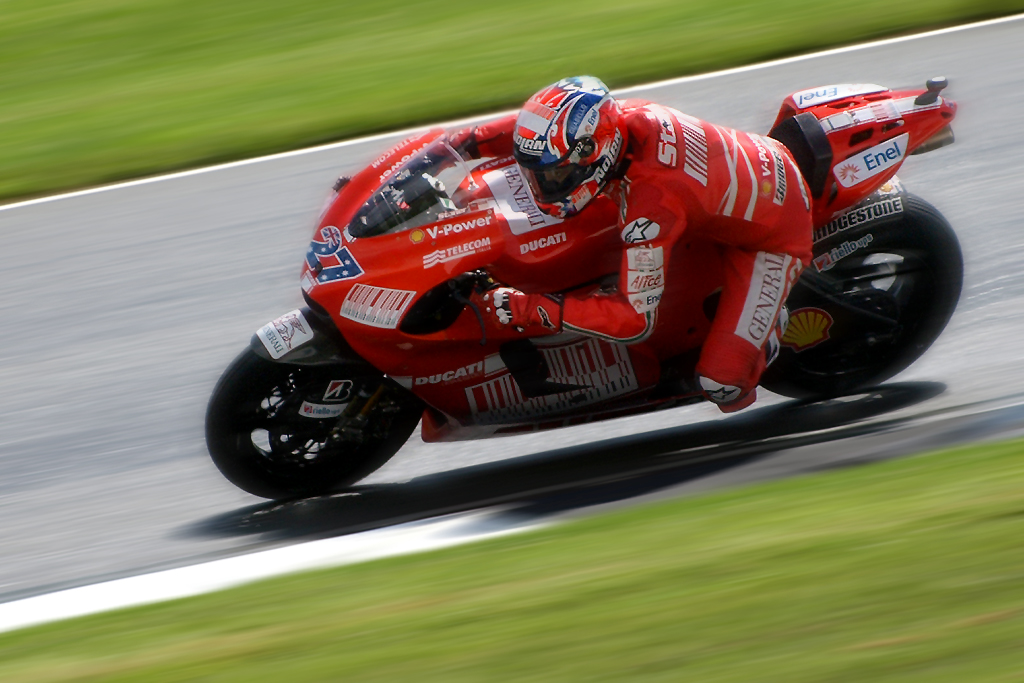
Stoner al Gran Premio di Gran Bretagna del 2009.

Stoner dunque riesce a riavvicinarsi alla leadership della classifica, detenuta a questo punto da Rossi, e la situazione rende alquanto importante il successivo Gran Premio degli USA, in cui Stoner approda come favorito. A Laguna Seca Stoner domina ogni turno di prova, ma Rossi riesce a tenergli testa e a vincere la gara davanti a lui. A Brno e a Misano Adriatico, Stoner cade consecutivamente mentre era al comando della gara. Prima della gara di Misano, durante le prove libere del venerdì, Stoner si ripresenta una frattura allo scafoide della mano sinistra, già operato dopo una caduta nel 2003. Dopo il quarto posto ottenuto sotto un vero e proprio tifone a Indianapolis, torna sul podio sulla pista giapponese di Motegi conquistando un secondo posto dietro Rossi al quale il pilota australiano cede lo scettro di campione del mondo con tre gare di anticipo.
Il 5 ottobre sulla pista di Phillip Island torna alla vittoria comandando la gara di casa sin dal primo giro. La stagione 2008 si chiude sulla pista spagnola di Valencia dove Stoner, partendo dalla pole position, coglie la sesta vittoria della stagione davanti a Daniel Pedrosa su Honda e a Valentino Rossi su Yamaha. In totale, nell'annata, ottiene anche un secondo posto in Italia, due terzi posti in Cina e Catalogna e nove pole position (Catalogna, Gran Bretagna, Olanda, Germania, Stati Uniti, Repubblica Ceca, San Marino, Australia e Comunità Valenciana) totalizzando 280 punti. Appena terminata la stagione, il pilota di Kurri-Kurri si è operato all'osso scafoide del carpo per ridurre la frattura e poter incominciare al meglio la stagione 2009.
Il 2009, per la sua quarta stagione in MotoGP, incomincia con la vittoria in Qatar per il terzo anno consecutivo, poi per tre gare ottiene solo piazzamenti (4º a Motegi, 3º a Jerez de la Frontera, 5º a Le Mans), fino a quando arriva il Gran Premio d'Italia in cui riesce a spuntarla su Jorge Lorenzo e Valentino Rossi, dopo una gara rocambolesca e ricca di colpi di scena a causa del maltempo e della regola del flag-to-flag. La vittoria al Mugello ha avuto un sapore particolare per la Ducati, essendo stata la prima in assoluto della casa bolognese nel circuito "di casa" (è al Mugello che la casa effettua abitualmente dei test per lo sviluppo), dopo 7 anni di dominio incontrastato da parte di Valentino Rossi.
Tra i gran premi di Catalogna e di Assen (entrambi vinti da Rossi su Lorenzo) incappa in un malore allo stomaco, che lo fa arrivare comunque in entrambe le gare in terza posizione. Sia a Laguna Seca che al Sachsenring, termina quarto dietro ai tre rivali per il titolo. Il 10 agosto, Livio Suppo team manager della Ducati, dichiara che Stoner non sarà al via nel Gran Premio della Repubblica Ceca a Brno e neppure a quelli di Indianapolis e San Marino per il persistere dei problemi di stanchezza fisica, dovuti alla sindrome da fatica cronica, che lo affliggono in tutta questa stagione agonistica e che potrebbero mettere a rischio la carriera del giovane pilota.

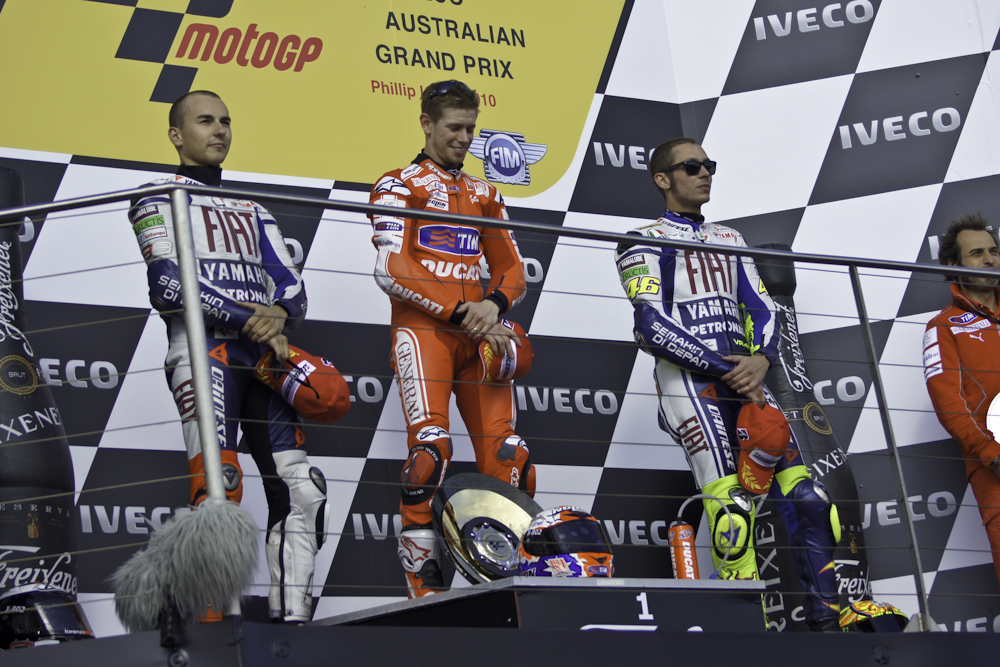
Stoner sul podio del Gran Premio d'Australia del 2010.

Dopo tre gare di stop l'australiano torna per il Gran Premio del Portogallo, dove riesce a conquistare un ottimo 2º posto. Nella gara successiva vince sulla pista di casa il Gran Premio d'Australia a Phillip Island e si ripete anche in Malesia a Sepang. A Valencia, ultima gara della stagione, cade nel giro di ricognizione; nel corso dell'annata ottiene tre pole position (Qatar, Gran Premio d'Australia e Valencia) e a fine stagione è 4º con 209 punti.
Il 2010 incomincia male con la gara del Qatar dove ottiene la pole position, ma cade mentre si trova in testa. Nella successiva gara di Jerez de la Frontera conclude la gara in quinta posizione, preceduto anche dal compagno di squadra Nicky Hayden. Prosegue a Le Mans con un'altra caduta per problemi all'anteriore, che comincerà a compromettere la sua corsa al mondiale. Vince in Aragona, Giappone e Australia (quarta volta consecutiva dopo essere partito dalla pole position), negli Stati Uniti e a Valencia giunge secondo e in Olanda, Catalogna, Germania e Repubblica Ceca giunge terzo. Cade di nuovo in Malesia, al termine del primo giro, in una gara nella quale era uno dei favoriti. Termina la stagione al 4º posto con 225 punti. Il 9 luglio 2010 un comunicato ufficiale della Ducati annuncia che con l'ultima gara del campionato 2010 si concluderà la collaborazione con Stoner. Nello stesso giorno è la Honda a comunicare che nel 2011 l'australiano sarà un pilota ufficiale HRC.

#### Honda e ritiro (2011-2012)

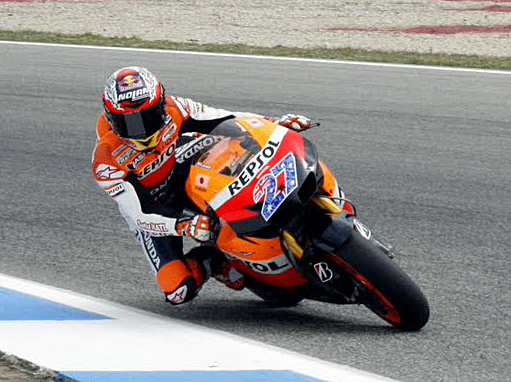
Stoner in azione all'Estoril nel 2011.

Nel 2011 ottiene pole position e vittoria in Qatar nella gara inaugurale: è la seconda volta che riesce a vincere all'esordio con una nuova moto, dopo la vittoria nel 2007 con la Ducati. Nella gara di Jerez de la Frontera conclude con un ritiro in seguito a una caduta causata da un errore di Valentino Rossi dopo esser partito dalla pole. In Portogallo conquista la pole e in gara giunge terzo. Vince ancora a Le Mans dopo essere partito nuovamente dalla pole position. Vince i gran premi di Barcellona e di Silverstone. In Olanda giunge secondo, dietro a Ben Spies. In Italia giunge terzo dopo essere partito dalla pole position. In Germania è il più veloce e parte in pole position ma arriva terzo al traguardo.

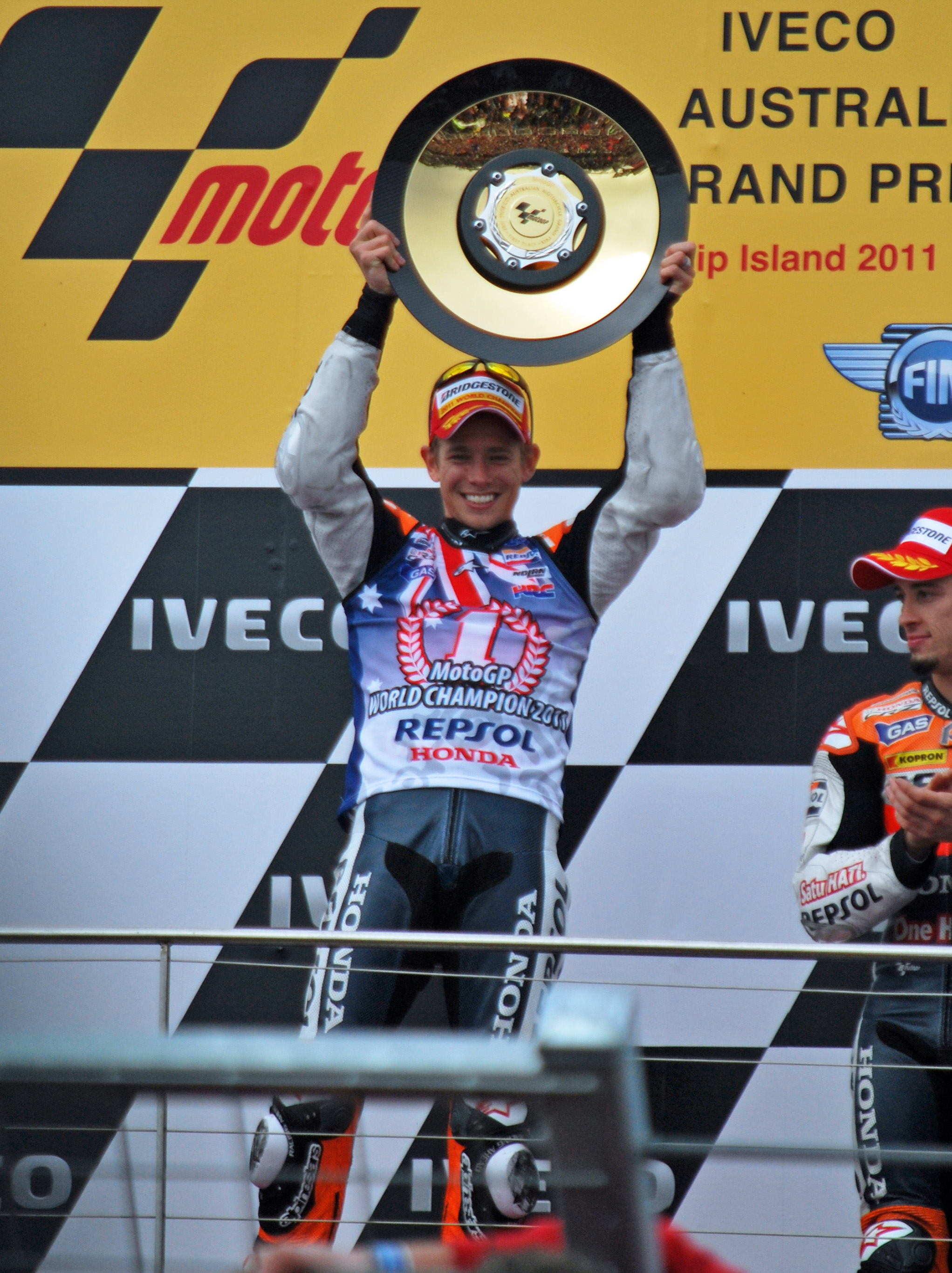
Stoner festeggia la vittoria del secondo titolo mondiale nel 2011.

Trionfa a Laguna Seca e vince anche in Repubblica Ceca, dove dedica la sua vittoria alla moglie Adriana che lo segue costantemente in tutte le sue gare e che a febbraio darà alla luce la loro prima figlia. Negli Stati Uniti, a Indianapolis, ottiene la sua settima vittoria e pole position stagionale (record della pista) e giro veloce in gara. A Misano Adriatico giunge terzo. Ad Aragon vince dopo essere partito dalla pole position. In Giappone giunge terzo dopo essere partito dalla pole position. In Australia, il giorno del suo 26º compleanno, partendo dalla pole position e dominando una gara a tratti bagnata e asciutta vince di misura il gran premio e si laurea per la seconda volta campione del mondo con due gare ancora da disputare. Vince anche a Valencia, dopo essere partito dalla pole position, superando Ben Spies di 15 millesimi in volata.
Nel 2012 ottiene un terzo posto in Qatar (dopo problemi all'avambraccio) e torna a vincere nella successiva gara di Jerez de la Frontera, ottenendo il suo primo successo su questa pista. Una settimana dopo, ha conquistato la prima pole position del 2012 e la prima vittoria nella classe regina sul Estoril, in Portogallo, diventando leader provvisorio della classifica. Il 17 maggio 2012, durante la conferenza stampa del Gran Premio di Francia, dichiara che a fine campionato si ritirerà dal mondo delle corse. A Le Mans, al termine di un duello sul bagnato per il secondo posto con Valentino Rossi, si classifica terzo. Ottiene la pole position in Catalogna. Giunge secondo in Gran Bretagna. Vince in Olanda dopo essere partito dalla pole position. Ottiene un'altra pole position in Germania, ma durante la gara cade all'ultimo giro nel tentativo di riavvicinarsi a Daniel Pedrosa. Vince negli Stati Uniti seguito da Jorge Lorenzo e Daniel Pedrosa. Giunge terzo in Malesia. Vince per il sesto anno consecutivo in Australia dopo essere partito dalla pole position. Termina la stagione al 3º posto con 254 punti. In questa stagione non prende parte ai Gran Premi di Repubblica Ceca, San Marino e Aragona in seguito a lesioni alla caviglia destra rimediate nelle qualifiche del GP di Indianapolis. Si ritira dalle corse l'11 novembre 2012, dopo aver conquistato il terzo posto al Gran Premio di Valencia, dando seguito a quanto già annunciato durante la stagione. Farà poi il collaudatore per la Honda fino al 2015, rivestendo successivamente lo stesso ruolo per la Ducati fino al 2018.
Nel 2015 torna alle competizioni, annunciando la sua partecipazione alla 8 Ore di Suzuka per il team Honda. Durante i primi giri, mentre si trovava in prima posizione, cade fratturandosi scapola e tibia a causa di un malfunzionamento all'acceleratore riscontrato sulla sua Honda CBR.

## Risultati nel motomondiale

### Classe 125
| 2001 | Classe | Moto  |  |  |  |  |  |  |  |    |  |  |  |  |  |    |  |  | Punti | Pos. |
| ---- | ------ | ----- |  |  |  |  |  |  |  | -- |  |  |  |  |  | -- |  |  | ----- | ---- |
| 2001 | 125    | Honda |  |  |  |  |  |  |  | 17 |  |  |  |  |  | 12 |  |  | 4     | 29º  |

| 2003 | Classe | Moto    |     |    |   |   |    |     |     |   |   |    |     |   |   |     |     |   | Punti | Pos. |
| ---- | ------ | ------- | --- | -- | - | - | -- | --- | --- | - | - | -- | --- | - | - | --- | --- | - | ----- | ---- |
| 2003 | 125    | Aprilia | Rit | 10 | 6 | 4 | 18 | Rit | Rit | 5 | 2 | NP | Inf | 2 | 2 | Rit | Rit | 1 | 125   | 8º   |

| 2004 | Classe | Moto |   |   |   |   |   |   |   |    |     |     |     |     |     |   |   |     | Punti | Pos. |
| ---- | ------ | ---- | - | - | - | - | - | - | - | -- | --- | --- | --- | --- | --- | - | - | --- | ----- | ---- |
| 2004 | 125    | KTM  | 3 | 5 | 8 | 2 | 4 | 3 | 2 | NP | Inf | Rit | Rit | Rit | Rit | 1 | 3 | Rit | 145   | 5º   |

| Legenda | 1º posto        | 2º posto            | 3º posto            | A punti      | Senza punti        | Grassetto – Pole position Corsivo – Giro più veloce |
| Legenda | Gara non valida | Non qual./Non part. | Ritirato/Non class. | Squalificato | '-' Dato non disp. | Grassetto – Pole position Corsivo – Giro più veloce |

### Classe 250
| 2002 | Classe | Moto    |     |     |   |     |    |   |   |    |     |   |     |   |    |    |    |    |  | Punti | Pos. |
| ---- | ------ | ------- | --- | --- | - | --- | -- | - | - | -- | --- | - | --- | - | -- | -- | -- | -- |  | ----- | ---- |
| 2002 | 250    | Aprilia | Rit | Rit | 6 | Rit | NP | 6 | 8 | 11 | Rit | 5 | Rit | 6 | 17 | 11 | 10 | 13 |  | 68    | 12º  |

| 2005 | Classe | Moto    |     |   |   |   |   |   |   |    |   |   |   |   |   |   |     |   |   | Punti | Pos. |
| ---- | ------ | ------- | --- | - | - | - | - | - | - | -- | - | - | - | - | - | - | --- | - | - | ----- | ---- |
| 2005 | 250    | Aprilia | Rit | 1 | 1 | 4 | 4 | 2 | 6 | NE | 3 | 7 | 3 | 3 | 1 | 1 | Rit | 1 | 3 | 254   | 2º   |

| Legenda | 1º posto        | 2º posto            | 3º posto            | A punti      | Senza punti        | Grassetto – Pole position Corsivo – Giro più veloce |
| Legenda | Gara non valida | Non qual./Non part. | Ritirato/Non class. | Squalificato | '-' Dato non disp. | Grassetto – Pole position Corsivo – Giro più veloce |

### MotoGP
| 2006 | Classe | Moto  |   |   |   |   |   |     |     |   |   |    |     |   |   |   |     |     |     |  | Punti | Pos. |
| ---- | ------ | ----- | - | - | - | - | - | --- | --- | - | - | -- | --- | - | - | - | --- | --- | --- |  | ----- | ---- |
| 2006 | MotoGP | Honda | 6 | 5 | 2 | 5 | 4 | Rit | Rit | 4 | 4 | NP | Rit | 6 | 8 | 6 | Rit | Rit | Rit |  | 119   | 8º   |

| 2007 | Classe | Moto   |   |   |   |   |   |   |   |   |   |   |   |   |   |   |   |   |   |   | Punti | Pos. |
| ---- | ------ | ------ | - | - | - | - | - | - | - | - | - | - | - | - | - | - | - | - | - | - | ----- | ---- |
| 2007 | MotoGP | Ducati | 1 | 5 | 1 | 1 | 3 | 4 | 1 | 1 | 2 | 5 | 1 | 1 | 1 | 3 | 6 | 1 | 1 | 2 | 367   | 1º   |

| 2008 | Classe | Moto   |   |    |   |   |    |   |   |   |   |   |   |     |     |   |   |   |   |   | Punti | Pos. |
| ---- | ------ | ------ | - | -- | - | - | -- | - | - | - | - | - | - | --- | --- | - | - | - | - | - | ----- | ---- |
| 2008 | MotoGP | Ducati | 1 | 11 | 6 | 3 | 16 | 2 | 3 | 1 | 1 | 1 | 2 | Rit | Rit | 4 | 2 | 1 | 6 | 1 | 280   | 2º   |

| 2009 | Classe | Moto   |   |   |   |   |   |   |   |   |   |    |     |     |     |   |   |   |    |  | Punti | Pos. |
| ---- | ------ | ------ | - | - | - | - | - | - | - | - | - | -- | --- | --- | --- | - | - | - | -- |  | ----- | ---- |
| 2009 | MotoGP | Ducati | 1 | 4 | 3 | 5 | 1 | 3 | 3 | 4 | 4 | 14 | Inf | Inf | Inf | 2 | 1 | 1 | NP |  | 220   | 4º   |

| 2010 | Classe | Moto   |     |   |     |   |   |   |   |   |   |   |     |   |   |   |     |   |     |   | Punti | Pos. |
| ---- | ------ | ------ | --- | - | --- | - | - | - | - | - | - | - | --- | - | - | - | --- | - | --- | - | ----- | ---- |
| 2010 | MotoGP | Ducati | Rit | 5 | Rit | 4 | 5 | 3 | 3 | 3 | 2 | 3 | Rit | 5 | 1 | 1 | Rit | 1 | Rit | 2 | 225   | 4º   |

| 2011 | Classe | Moto  |   |     |   |   |   |   |   |   |   |   |   |   |   |   |   |   |    |   | Punti | Pos. |
| ---- | ------ | ----- | - | --- | - | - | - | - | - | - | - | - | - | - | - | - | - | - | -- | - | ----- | ---- |
| 2011 | MotoGP | Honda | 1 | Rit | 3 | 1 | 1 | 1 | 2 | 3 | 3 | 1 | 1 | 1 | 3 | 1 | 3 | 1 | AN | 1 | 350   | 1º   |

| 2012 | Classe | Moto  |   |   |   |   |   |   |   |     |   |   |   |     |     |     |   |   |   |   | Punti | Pos. |
| ---- | ------ | ----- | - | - | - | - | - | - | - | --- | - | - | - | --- | --- | --- | - | - | - | - | ----- | ---- |
| 2012 | MotoGP | Honda | 3 | 1 | 1 | 3 | 4 | 2 | 1 | Rit | 8 | 1 | 4 | Inf | Inf | Inf | 5 | 3 | 1 | 3 | 254   | 3º   |

| Legenda | 1º posto        | 2º posto            | 3º posto            | A punti      | Senza punti        | Grassetto – Pole position Corsivo – Giro più veloce |
| Legenda | Gara non valida | Non qual./Non part. | Ritirato/Non class. | Squalificato | '-' Dato non disp. | Grassetto – Pole position Corsivo – Giro più veloce |